# Stühlingen
Stühlingen település Németországban, azon belül Baden-Württembergben. Lakosainak száma 5518 fő (2023. december 31.).

## Népesség
A település népessége az elmúlt években az alábbi módon változott:
| Lakosok száma | 5197 | 5189 | 5012 | 4787 | 4805 | 5369 | 5258 | 5259 | 5000 | 5518 |
|               | 1961 | 1967 | 1974 | 1980 | 1987 | 1993 | 2000 | 2006 | 2013 | 2023 |